# Sergio Ortuño Díaz
Sergio Ortuño Díaz (nascut el 2 de març de 1999), de vegades conegut com a Ortu, és un futbolista professional valencià que juga com a migcampista al Cadis CF.

## Carrera
Nascut a Elda, País Valencià, Ortuño va acabar la seva formació amb el Deportivo de La Corunya, després de representar l'Hércules CF i el CE Eldenc. Va debutar com a sènior amb el filial dels primers el 15 d'octubre de 2017, entrant com a substitut de la segona part en una victòria a casa per 3-0 contra el CF Talavera de la Reina a la Segona Divisió B.
Ortuño va ascendir a l'equip de formació Laracha CF a Tercera Divisió abans de la temporada 2018-19, però va ser cedit de nou a l'antic club Eldenc el 21 de desembre de 2018. El 30 de juliol de 2019, va tornar a l'Hèrcules i va ser destinat a l'equip B també a la quarta divisió.
L'1 d'octubre de 2020, Ortuño va tornar a l'Eldenc amb un acord permanent. El 25 de gener de 2022, va acceptar un contracte de 18 mesos amb les reserves del Reial Valladolid a Primera Divisió RFEF, però va tornar a l'Eldenc cedit el 14 de juliol de 2022.
Ortuño va ser titular indiscutible dels blaugranes durant la campanya a Primera Federació, contribuint amb tres gols en 44 partits en total, quan el club va tornar a Segona Divisió després d'una absència de 59 anys. Va signar un contracte indefinit amb el club el 8 de juliol de 2023, i va debutar-hi professionalment el 13 d'agost, començant com a titular en una victòria per 1-0 fora del FC Cartagena.